# لويجي بارلاسينا
لويجي بارلاسينا (30 أبريل 1872 في تورينو – 27 سبتمبر 1947 في القدس) كان بطريرك القدس للاتين مُنذ عام 1920 وحتى عام 1947.

## سيرته
وُلد لويجي بارلاسينا في مدينة تورينو في إيطاليا بتاريخ 30 أبريل 1872.
في 22 ديسمبر 1894 نال رسامته الكهنوتية في مدينة تورينو، وفي 4 أغسطس 1918 عُينَ أسقفًا مساعدًا لبطريرك القدس للاتين، وفي 8 سبتمبر 1918 سيّم أسقفًا على يدي الكاردينال باسيليو بومبيلي [الإنجليزية]، وفي 29 أكتوبر 1918 عُيّن نائبًا بطريركيًا عامًا في مدينة القدس.
في عام 1919 أسّس رعية اللاتين في مدينة طولكرم بفلسطين، وفي 16 ديسمبر 1919 عُيّن مدبرًا رسوليًا، وفي 8 مارس 1920 اُنتخب بطريركًا.
في 8 سبتمبر 1943 احتفل باليوبيل الفضي لسيامته الأسقفية، وفي 23 يناير 1944 احتفل باليوبيل الذهبي لرسامته الكهنوتية.

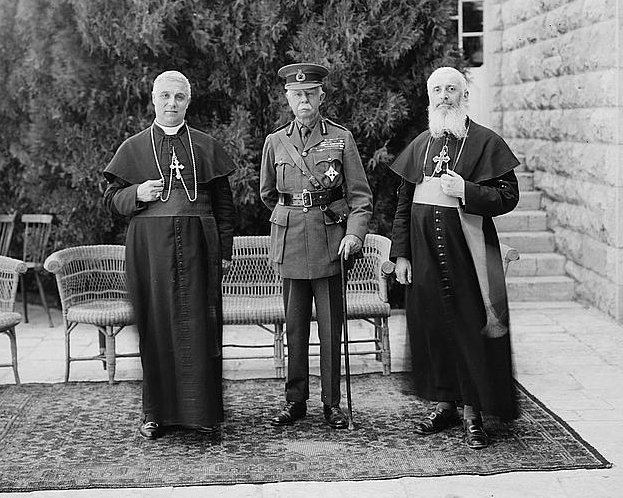
البطريرك لويجي بارلاسينا (يمين)
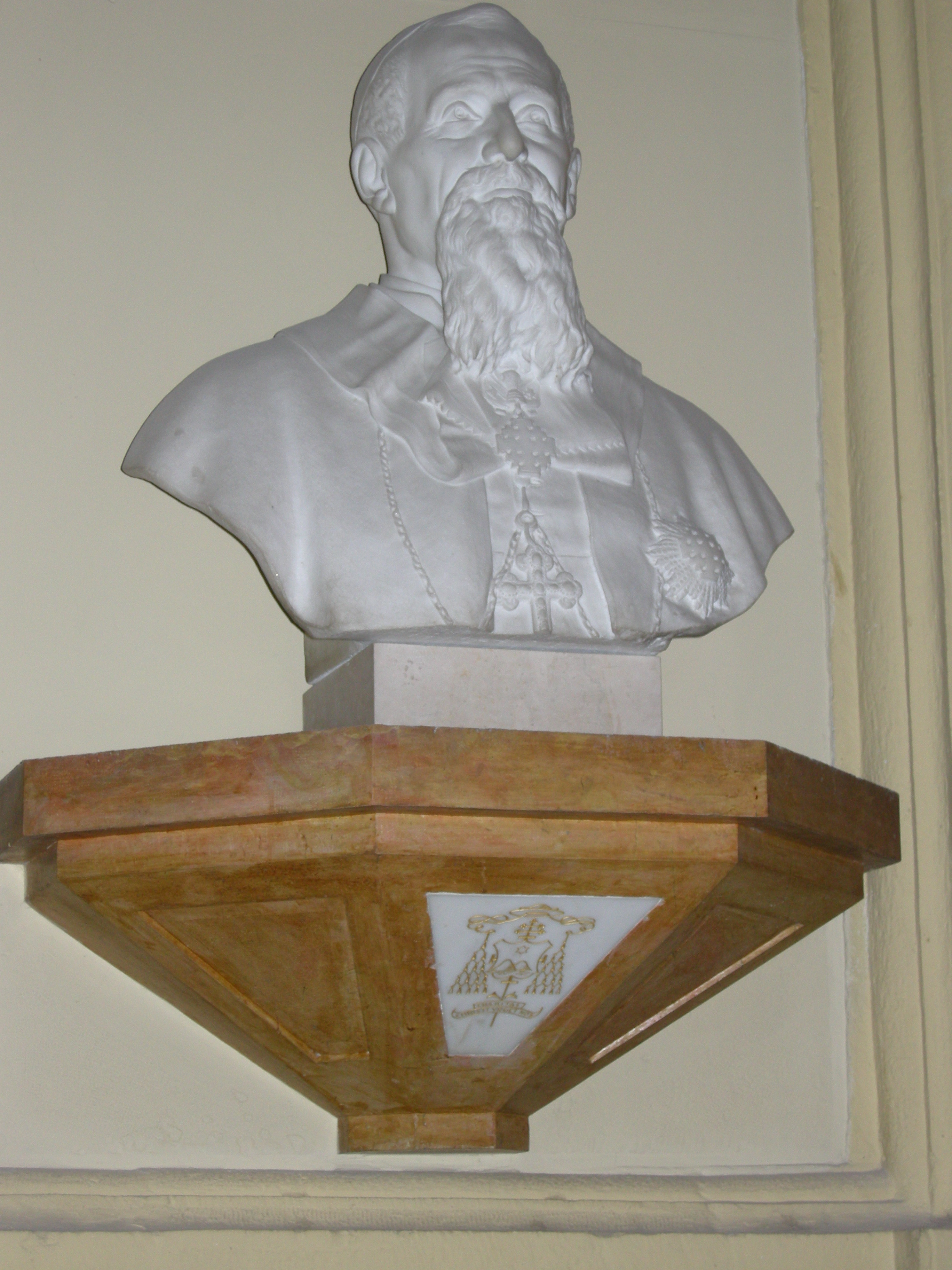
تمثال في القدس للبطريرك لويجي بارلاسينا

## وفاته
تُوفي لويجي بارلاسينا في مدينة القدس بتاريخ 27 سبتمبر 1947 عن عمرٍ يُناهز 75 عامًا إثر إصابته بذبحةٍ صدرية، وكان قد أصيب في 13 مارس 1945 بنوبةٍ قلبيةٍ خطيرة.